# 马辛春
马辛春（1925年—2024年10月22日），河北巨鹿人，中国人民解放军海军中将。

1938年，马辛春加入中国共产党，之后陆续参加豫北攻势、大别山战役、渡江战役、西南战役等。1950年，历任团参谋长，海军司令部作战处科长、作战部处长、副部长，舰艇支队支队长，第一海军学校副校长，海军基地司令员，海军参谋长。1985年，接替苏军，担任北海舰队司令员。1990年，由曲振侔接任。1988年，授中国人民解放军中将军衔。1987年，担任济南军区副司令员兼北海舰队司令员。次年，被授予海军中将军衔。曾获三级独立自由勋章，三级解放勋章。